# Crypsitricha agriopa
Crypsitricha agriopa är en fjärilsart som beskrevs av Edward Meyrick 1888. Crypsitricha agriopa ingår i släktet Crypsitricha och familjen äkta malar. Inga underarter finns listade i Catalogue of Life.